# Fifty Years of Fun
«Fifty Years of Fun» es una canción de la banda británica de indie pop Biff Bang Pow!. La canción fue publicada en febrero de 1984 como el sencillo debut de la banda, y alcanzó la posición #31 en la lista de sencillos independientes del Reino Unido.

## Antecedentes
Alan McGee había estado anteriormente en la banda The Laughing Apple, que había publicado tres sencillos entre 1981 y 1982. Después de mudarse a Londres, McGee formó una nueva banda, Biff Bang Pow!, tomando su nombre de una canción de una de sus bandas favoritas, The Creation.
La formación inicial de Biff Bang Pow! era McGee en la guitarra y voz, con Dick Green en la guitarra, Joe Foster en el bajo y Ken Popple en la batería, estos grabaron los primeros dos sencillos—«Fifty Years of Fun» y «There Must Be a Better Life» (ambos publicados en 1984).

## Lanzamientos
«Fifty Years of Fun» fue publicado en febrero de 1984 como el sencillo debut de la banda. También fue el tercer sencillo publicado por Creation Records, después de «'73 in '83» de The Legend! y «Flowers in the Sky» de The Revolving Paint Dream. La canción no apareció en un ningún álbum de estudio de la banda hasta el álbum recopilatorio  Waterbomb (2003). Una versión alternativa de la canción, titulada «Fifty Years of Fun (Almost Live Version)», apareció en el álbum recopilatorio The Acid House Album (1989). La versión original apareció en The Singles As and Bs, publicado el 5 de agosto de 2016 por Poppydisc. Una versión en vivo grabada en Dortmund, Alemania en febrero de 1987 fue publicada junto con la versión de The Acid House Album y la versión de sencillo original en la caja recopilatoria de Cherry Red Records  A Better Life: Complete Creations 1984–1991 (2022). Un demo de la canción, interpretada por McGee y Jowe Head, también apareció en el álbum. La versión original de «Fifty Years of Fun» también apareció en las cajas recopilatorias de Cherry Red Records Creation Artifact 45: The First Ten Singles (1983–1984) (2015) y The Sun Shines Here: The Roots of Indie Pop 1980–1984 (2021).

## Posicionamiento
| Gráfica (1984)                             | Pico de posición |
| ------------------------------------------ | ---------------- |
| Reino Unido (UK Independent Singles Chart) | 31               |